# Toros (canal de televisão)
Toros, anteriormente Canal+ Toros, é um canal de televisão espanhol por subscrição, centrado exclusivamente na tourada, que emite em exclusivo para a Movistar+ em Espanha, Movistar TV no Peru e MEO e NOS em Portugal.

## História
O Canal+ Toros começou a emitir em 9 de março de 2011. A sua programação está centrada na emissão em directo de feiras de touros (Feria de San Isidro, Feria de Sevilla, Feria de Fallas de Valencia, Feria de Bilbao, Feria de Otoño, Feria del Toro de San Fermín, etc.), complementada por programas especializados (El kikirikí, 68 pasos) programas de notícias, palestras, entrevistas, reportagens e documentários.
A partir de 1 de agosto de 2016, primeiro ano da plataforma, esta passou a chamar-se Toros TV, eliminando a marca Canal+ para que a Vivendi não tivesse de pagar os direitos. Isto também deu à plataforma e ao canal uma nova identidade visual.
Em 23 de fevereiro de 2017, o canal passou a chamar-se simplesmente Toros.

## Alta definição
Durante as feiras mais importantes, a plataforma permitiu temporariamente uma versão HD (alta definição) do canal original chamado Toros HD, mas desde a fusão com a Movistar TV o sinal é permanente.

## Logótipo

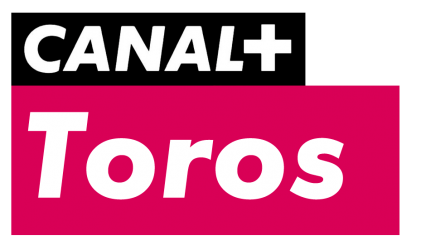
Canal+ Toros - Logótipo usado entre 2011 e 2016
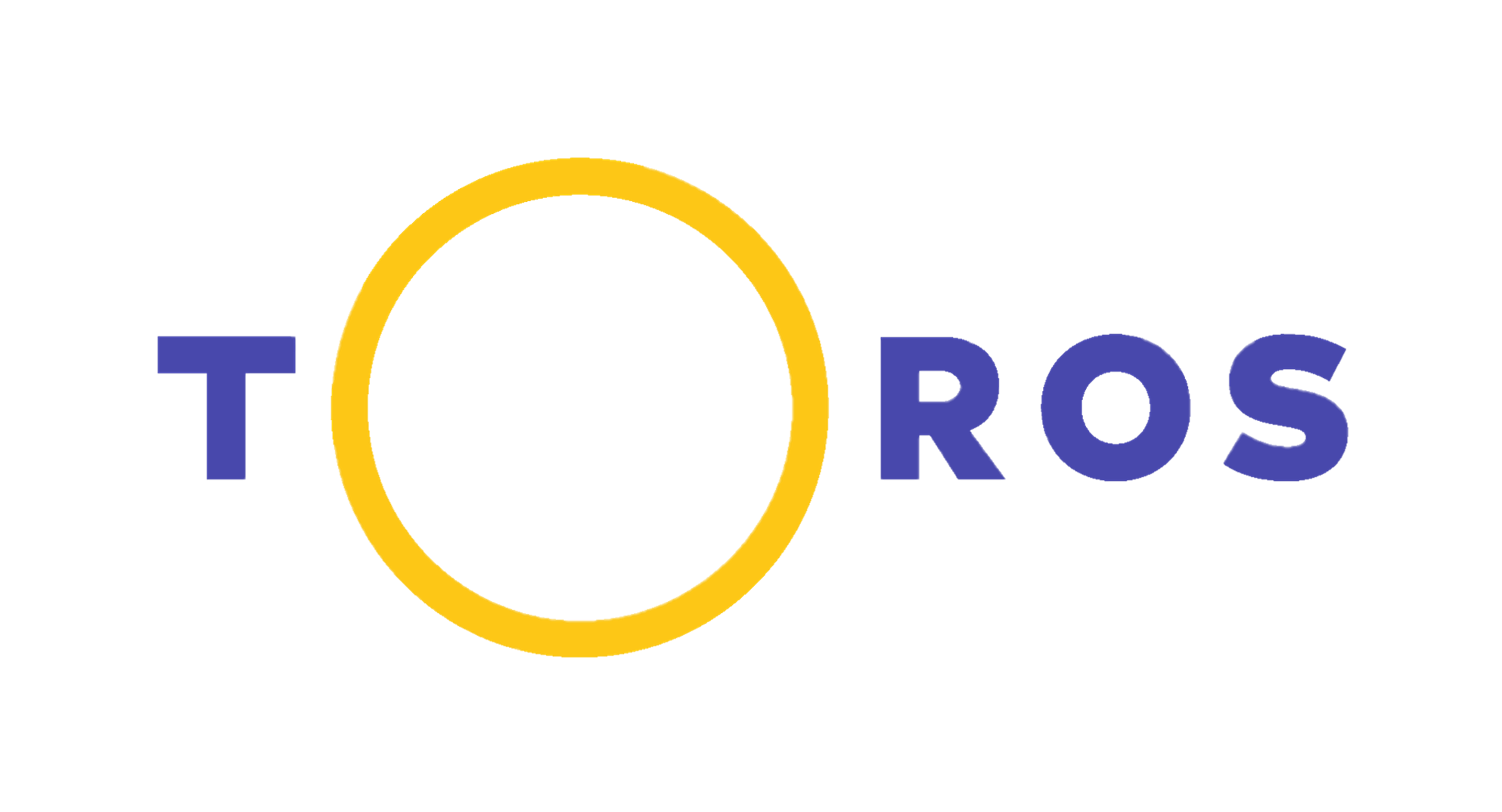
Toros - Logótipo usado desde 2017

## Plaza Toros
O canal Toros da Movistar lançou a Plaza Toros, uma aplicação de streaming móvel com a qual o seu conteúdo será acessível "em todo o mundo", excepto em Espanha, Portugal e Peru, "países em que o canal já está distribuído". Oferece "notícias e as principais feiras da época" em locais onde, até agora, a programação das touradas não podia ser desfrutada.